# Posidonia
|  | Per a altres significats, vegeu «Posidonia (desambiguació)». |

Posidonia és l'únic gènere de la família monotípica de les posidoniàcies (Posidoniaceae), una família de plantes angiospermes aquàtiques marines de l'ordre de les alismatals, dins del clade de les monocotiledònies (monocots). Sovint es fa servir el terme posidonia per referir-se al membre d'aquesta família present a la mediterrània: l'espècie Posidonia oceanica, també anomenada alga dels vidriers.

## Distribució
La distribució del gènere abasta la Mediterrània i el mar situat al sud i al sud-oest d'Austràlia.
A la Mediterrània només es troba la Posidonia oceanica, on forma extenses praderies o herbeis que constitueixen la base d'un ric biòtop on viuen moltes espècies de peixos i invertebrats. La resta de les espècies són australs.
Les praderies de Posidonia oceanica que es troben al parc natural de ses Salines, entre Eivissa i Formentera, van ser declarades Patrimoni de la Humanitat de la UNESCO, el 1999.

## Descripció
Les posidònies són plantes herbàcies perennes rizomatoses que viuen completament submergides al mar, Les fulles tenen forma de cinta, les flors són hermafrodites o masculines i apareixen en inflorescències cimoses, pedunculades i amb bràctees. El fruit és una baia.

## Taxonomia
El gènere Posidonia va ser descrit per primer cop l'any 1805 al segon volum de la publicació Annals of Botany pel botànic alemany Karl Dietrich Eberhard Koenig (1774 – 1851).
La família va ser publicada per primer cop l'any 1895 a l'obra A student's text-book of botany pel botànic britànic Sydney Howard Vines (1849 – 1934).

### Espècies
Dins del gènere Posidonia es reconeixen les espècies següents:
- Posidonia angustifolia Cambridge & J.Kuo
- Posidonia australis Hook.f.
- Posidonia coriacea Cambridge & J.Kuo
- Posidonia denhartogii J.Kuo & Cambridge
- Posidonia kirkmanii J.Kuo & Cambridge
- Posidonia oceanica (L.) Delile - alga dels vidriers
- Posidonia ostenfeldii Hartog
- Posidonia robertsoniae J.Kuo & Cambridge
- Posidonia sinuosa Cambridge & J.Kuo

### Sinònims
Els següents noms científics són sinònims de Posidonia:
- Sinònims homotípics

- Caulinia DC.
- Kernera Willd.

- Sinònims heterotípics

- Aegle Dulac
- Alga Boehm.
- Posidonion St.-Lag.
- Taenidium Targ.Tozz.